# Pycnopeziza
Pycnopeziza es un género de hongos en la familia Sclerotiniaceae.